# Listă de conducători de stat din 505
501 - 502 - 503 - 504 - 505 - 506 - 507 - 508 - 509
Aceasta este o listă a conducătorilor de stat din anul 505:

## Europa
- Anglia, statul anglo-saxon Kent: Octa (rege, 502?-?) (?)
- Anglia, statul anglo-saxon Sussex: Aelle (rege, 477-cca. 514?)
- Bizanț: Anastasiu I (împărat din dinastia Leoniană, 491-518)
- Burgunzii: Gundobad (conducător, 478/480-516)
- Francii: Clovis (Chlodowech, Chlodvig) I (rege din dinastia Merovingiană, 481 sau 482-511)
- Gruzia: Vakhtang I Gorgasal (suveran, 447-522)
- Ostrogoții: Theodoric cel Mare (rege, 474-526)
- Scoția, statul picților: Galam I (rege, cca. 495-cca. 510)
- Scoția, statul celt Dalriada: Domangort mac Fergus (rege, 501?-506?)
- Statul papal: Symmachus (papă, 498-514) și Laurențiu (antipapă, 498, 501-505)
- Suevii: Teudemund sau Remismund al II-lea sau Hermenric al II-lea sau Rechila al II-lea (rege) (?)
- Vandalii: Thrasamund (rege, 496-523)
- Vizigoții: Alaric al II-lea (rege, 484-507)

## Africa
- Bizanț: Anastasiu I (împărat din dinastia Leoniană, 491-518)
- Vandalii: Thrasamund (rege, 496-523)

## Asia

### Orientul Apropiat
- Bizanț: Anastasiu I (împărat din dinastia Leoniană, 491-518)
- Persia: Kawadh I (suveran din dinastia Sasanizilor, 488-531)

### Orientul Îndepărtat
- Cambodgia, statul Fu Nan: Jayavarman (Șeyebamo) (rege din a doua dinastie Kaundinya, cca. 478-cca. 514)
- Cambodgia, statul Tjampa: necunoscut (rege din a treia dinastie a tjampilor) (până în cca. 510)
- Cambodgia, statul Chenla: Șrutavarman (rege, cca. 500-cca. 545)
- China: Xiao Yan (împărat din dinastia Liang, 502-549)
- China: Xuanwu Di (împărat din dinastia Wei de nord, 500-515)
- Coreea, statul Koguryo: Munja (Naon) (rege din dinastia Ko, 491-519)
- Coreea, statul Paekje: Muryong (rege din dinastia Ko, 501-523)
- Coreea, statul Silla: Chijung (Chidaero) (rege din dinastia Kim, 500-514)
- India, statul Magadha: Narasimha Gupta (495-?) (?)
- India, statul Pallava: Kumaravișnu al II-lea (rege din prima dinastie, cca. 500-cca. 520)
- Japonia: Buretsu (împărat, 498-506)
- Sri Lanka: Moggallana I (rege din dinastia Moriya, 495-512)